# Жасмин (фільм)
Жасмин (англ. Blue Jasmine) — американська комедійна драма режисера і сценариста Вуді Аллена, що вийшла 2013 року. У головних ролях Кейт Бланшетт, Алек Болдвін.
Продюсерами були Летті Аронсон, Стівен Тененбаум, Едвард Волсон. Вперше фільм продемонстрували 26 липня 2013 року у Нью-Йорку, США. В Україні у кінопрокаті прем'єра фільму відбулась 26 вересня 2013 року.

## Сюжет
«Жасмин» — Жанет Френсіс, світська левиця і дружина фінансового консультанта Гела. Після того, коли стало очевидно, що він її зраджує, вона повідомляє поліції про його махінації і Гел потрапляє за ґрати. Жасмин переїжджає до своєї сестри Джинджер до Сан-Франциско.

## У ролях
| Актор           | Персонаж                                                | Роль                      |
| --------------- | ------------------------------------------------------- | ------------------------- |
| Кейт Бланшет    | Жанет «Жасмин» Френсіс англ. Jeanette "Jasmine" Francis | колишня салонна левиця    |
| Алек Болдвін    | Гел Френсіс англ. Hal Francis                           | колишній чоловік Жанет    |
| Саллі Гокінс    | Джинджер англ. Ginger                                   | сестра Жанет              |
| Пітер Сарсґаард | Дуайт Вестлейк англ. Dwight Westlake                    | залицяльник Жанет         |
| Луї Сі Кей      | Ел англ. Al                                             | коханець Джинджер         |
| Боббі Каннавале | Чілі англ. Chili                                        | наречений Джинджер        |
| Ендрю Дайс Клей | Оґі англ. Augie                                         | колишній чоловік Джинджер |
| Майкл Стулбарг  | доктор Флікер англ. Dr. Flicker                         | стоматолог                |
| Олден Еренрайк  | Денні Френсіс англ. Danny Francis                       | син Гела і пасинок Жанет  |
| Ґленн Флешлер   |                                                         | друг Гела і Жанет         |

## Сприйняття

### Критика
Фільм отримав позитивні відгуки: Rotten Tomatoes дав оцінку 91 % на основі 193 відгуків від критиків (середня оцінка 8/10) і 82 % від глядачів із середньою оцінкою 3,9/5 (31,582 голоси). Загалом на сайті фільм має позитивний рейтинг, фільм одержав «стиглий помідор» від кінокритиків і «попкорн» від глядачів, Internet Movie Database — 7,5/10 (40 311 голосів), Metacritic — 78/100 (47 відгуків критиків) і 7,8/10 від глядачів (141 голос). Загалом на цьому ресурсі від критиків і від глядачів фільм отримав позитивні відгуки.

### Касові збори
Під час показу у США протягом першого (вузького, з 26 липня 2013 року) тижня фільм показали у 6 кінотеатрах і він зібрав 612,064 $, що на той час дозволило йому зайняти 19 місце серед усіх прем'єр. Наступного (широкого, з 23 серпня 2013 року) тижня фільм показали у 1,283 кінотеатрах і він зібрав 3,972,687 $ (10 місце). Станом на 20 січня 2014 року показ фільму триває 179 днів (25,6 тижня) і за цей час фільм зібрав у прокаті у США 33,155,728  доларів США (за іншими даними 33,150,789 $), а у решті країн 61,600,000 (за іншими даними 35,101,998 $), тобто загалом 94,755,728 $ (за іншими даними 68,252,787 $) при бюджеті 18 млн $.

### Нагороди і номінації[10]
| Рік  | Нагорода                                           | Категорія                                      | Номінант      | Результат  |
| ---- | -------------------------------------------------- | ---------------------------------------------- | ------------- | ---------- |
| 2013 | Національне товариство кінокритиків США            | Найкраща актриса                               | Кейт Бланшетт | Перемога   |
| 2013 | Національне товариство кінокритиків США            | Найкраща актриса другого плану                 | Саллі Гокінс  | 3-тє місце |
| 2013 | Товариство кінокритиків Сан-Франциско              | Найкраща актриса                               | Кейт Бланшетт | Перемога   |
| 2014 | 86-а церемонія вручення нагороди «Оскар»           | Найкраща жіноча роль                           | Кейт Бланшетт | Перемога   |
| 2014 | 86-а церемонія вручення нагороди «Оскар»           | Найкраща жіноча роль другого плану             | Саллі Гокінс  | Номінація  |
| 2014 | 86-а церемонія вручення нагороди «Оскар»           | Найкращий оригінальний сценарій                | Вуді Аллен    | Номінація  |
| 2014 | 71-ша церемонія вручення нагороди «Золотий глобус» | Найкраща жіноча роль — драма                   | Кейт Бланшетт | Перемога   |
| 2014 | 71-ша церемонія вручення нагороди «Золотий глобус» | Найкраща жіноча роль другого плану — кінофільм | Саллі Гокінс  | Номінація  |
| 2014 | Премія БАФТА у кіно                                | Найкращий оригінальний сценарій                | Вуді Аллен    | Номінація  |
| 2014 | Премія БАФТА у кіно                                | Найкраща жіноча роль                           | Кейт Бланшетт | Номінація  |
| 2014 | Премія БАФТА у кіно                                | Найкраща жіноча роль другого плану             | Саллі Гокінс  | Номінація  |

### Виноски
1. 1 2  Blue Jasmine: Release Info (англ.). Internet Movie Database. Архів оригіналу за 11 квітня 2014. Процитовано 22 січня 2014.
2. 1 2  Жасмін. Kino-teatr.ua. Архів оригіналу за 3 лютого 2014. Процитовано 22 січня 2014.
3. 1 2  Blue Jasmine (англ.). Internet Movie Database. Архів оригіналу за 22 січня 2014. Процитовано 22 січня 2014.
4. 1 2 3 4  Blue Jasmine (англ.). Box Office Mojo. Архів оригіналу за 23 липня 2014. Процитовано 22 січня 2014.
5. 1 2 3 4  Blue Jasmine (англ.). The Numbers. Архів оригіналу за 3 вересня 2014. Процитовано 22 січня 2014.
6. ↑  Blue Jasmine (англ.). Allmovie. Архів оригіналу за 30 грудня 2013. Процитовано 22 січня 2014.
7. ↑  Blue Jasmine: Full Cast & Crew (англ.). Internet Movie Database. Архів оригіналу за 17 квітня 2014. Процитовано 22 січня 2014.
8. ↑  Blue Jasmine (англ.). Rotten Tomatoes. Архів оригіналу за 1 липня 2014. Процитовано 22 січня 2014.
9. ↑  Blue Jasmine (англ.). Metacritic. Архів оригіналу за 5 жовтня 2014. Процитовано 22 січня 2014.
10. ↑  Blue Jasmine: Awards (англ.). Internet Movie Database. Архів оригіналу за 23 лютого 2018. Процитовано 22 січня 2014.